# Ute Brückner
Ute Brückner (Lipsia, 1º febbraio 1959) è un'ex nuotatrice tedesca orientale.

## Carriera
Ha vinto la medaglia d'oro ai campionati mondiali di nuoto di Cali 1975 nella 4x100m stile libero.

## Palmarès
- Mondiali

Cali 1975: oro nella 4x100m stile libero.